# Rebelión de Mäntsälä
La rebelión de Mäntsälä (en finés, Mäntsälän kapina) fue un golpe de Estado fallido, perpetrado por el Movimiento Lapua y militares de la Guardia Blanca para derrocar al gobierno finlandés. El conflicto duró desde el 27 de febrero hasta el 2 de marzo de 1932.

## Historia
Antes del estallido Finlandia, independiente desde 1918, era uno de los países afectados por la Gran Depresión, lo que aumentó el apoyo a fuerzas populistas como el nacionalista movimiento Lapua, adscrito a la derecha radical y anticomunista. El 27 de febrero de 1932, cerca de 400 militares de la Guardia Blanca interrumpieron una reunión del Partido Socialdemócrata que se celebraba en Mäntsälä. Al poco tiempo fueron apoyados por el movimiento Lapua y el exjefe del Estado mayor, Kurt Martti Wallenius, quien tomó el bando de los insurrectos.
Los sublevados se negaron a abandonar la zona y reclamaron la dimisión del ejecutivo, así como un cambio en la dirección de la política finlandesa. A los dos días, el Gobierno ordenó el encarcelamiento de los líderes del movimiento Lapua en base al Decreto de Protección de la República, apoyado por los sediciosos un año antes. Por otra parte, el Ejército finlandés envió unidades al mando del general Aarne Sihvo para una posible intervención en caso de que la rebelión continuase, y desplegó tropas en Helsinki para evitar que se extendiese al resto del país.
La solución se produjo el 2 de marzo, cuando el presidente Pehr Evind Svinhufvud pidió a los sublevados que abandonasen las armas, bajo la promesa de que sólo detendría a los cabecillas del golpe. Los insurrectos abandonaron la zona, sus líderes fueron juzgados y encarcelados y el 21 de noviembre de 1932 el movimiento Lapua fue ilegalizado. El fracaso del golpe fue uno de los pilares que consolidó la joven democracia finlandesa.